# Кыска
Кы́ска (англ. Kiska, алеут. Qisxa, Ҟисха) — один из островов Алеутской гряды, в группе Крысьих островов. Имеет порядка 35 км в длину и от 2,5 до 10 км в ширину, площадь острова — 277,7 км². Высшей точкой острова (1229,4 м) является вулкан Кыска, последнее извержение которого наблюдалось в 1964 году. Постоянного населения нет.

## Исторические сведения
Открыт 25 октября 1741 года Георгом Стеллером.
В августе 1758 года русское судно «Св. Капитон» достиг острова Кыска, однако при высадке на берег промышленников атаковали алеуты, и русским с трудом удалось отбить их натиск. Вскоре во время шторма судно разбилось о прибрежные камни. Хотя промышленники смогли спастись, их временный лагерь на берегу тут же подвергся нападению алеутов. Во время отражения атаки двое из них были убиты, один ранен. После этого неудачного штурма алеуты совсем покинули остров, перебравшись на соседние, а русские зазимовали на негостеприимном берегу. В течение зимы 1758/59 годов от голода и цинги погибло 17 человек. Летом 1760 года, соорудив из обломков старого судна новое, промышленники отправились на Камчатку.
В 1867 году, после продажи Аляски, перешёл под юрисдикцию США. Во время Второй мировой войны был в 1942 году оккупирован японцами. За время оккупации на острове и вокруг него погибло 2500 японцев[уточнить]

В 1943 году американские войска предприняли масштабную операцию «Коттедж» по освобождению острова, не зная, что японский гарнизон эвакуировался ещё за две недели до этого. В ходе «освобождения» острова американцы потеряли погибшими более ста человек, около 200 пропали без вести, более 200 ранены «дружественным огнём», минами и ловушками, также подорвался на мине эсминец «Абнер Рид».

## Интересные факты
В 2009 году британской студией Codemasters выпущена игра Operation Flashpoint 2: Dragon Rising, где этот остров выступает в качестве игровой локации — вымышленного российского острова Скира.